# Зина, Пегги
Пегги Зина (греч. Πέγκυ Ζήνα, наст. имя Панайота-Каллиопи Хрисикопулу (греч. Παναγιώτα-Καλλιόπη Χρυσικοπούλου); 8 марта 1975, Афины, Греция) — греческая певица.

## Биография
Семья происходила из небольшого села Ситария, ныне Росно в номе Флорина, однако Пегги Зина родилась уже в греческой столице. Там она начала заниматься музыкой уже в раннем возрасте, училась игре на пианино с 5 лет. В школе также увлекалась танцами и участвовала в школьных театральных постановках.
Однако для покорения популярной греческой эстрады Пегги Зина отправилась в Салоники, где издала свой первый альбом в 1995 год у под названием «Πέγκυ Ζήνα». Почти сразу начала петь с такими известными в стране музыкантами, как Лефтерис Пандазис, Нотис Сфакианакис, Сакис Рувас, Элли Коккину и др.
Второй диск «Ανέβαινες» был выпущен в 1998 в сотрудничестве с Алекосом Хрисовергисом и Спиросом Ятрасом. В настоящее время певица гастролирует совместно с Яннисом Плутархосом и Никосом Куркулисом. Осенью 2001 года появился третий альбом «Ένα χάδι», который считается наиболее удачным за всю карьеру Пегги Зины и поныне.
В следующем году Танос Каллирис предложил ей песню под названием «Love is a wonderful thing» для выступления в национальном отборочном круге Евровидения. До последнего момента песня оставалась фаворитом, впрочем Михалис Ракиндзис с песней «SAGAPO» оставил Пегги на втором месте.
После 5 лет работы с Нитромьюзик, Пегги начала работу с греческим филиалом EMI Music — Minos EMI. Вышел 5 альбом «Μαζί σου», который очень быстро стал золотым, а в январе 2004 года и платиновым. Песни для этого альбома написали лучшие греческие музыканты, среди которых Йоргиос Мукидис, Стелиос Хронис, Йоргос Кафедзопулос, Петрос Имвриос, Кириакос Пападопулос. После первого тиража, альбом был переиздан, включив новые песни в дуэте с Никосом Вертисом.
В 2005 году выпущен альбом «Νόημα» и сборник 1995—1998 годов «Τα πρώτα χρόνια». Пегги Зина записывает несколько хитов из Антонисом Ремосом, Наташей Феодориду, Никосом Вертисом и другими. В июне 2005 года певица осуществила большой концертный тур по Австралии. Знаковыми в карьере Зины стали выступления 2007—2008 годов «Ιερά οδός» в Афинах с Пасхалисом Терзисом. 2009 года вышел альбом «Το Πάθος Είναι Αφορμή».
Последний альбом певицы «Ευαίσθητη ή λογική» выпущен 12 октября 2010. В течение зимнего сезона 2012—2013 гг. Пегги Зина выступает вместе с Димосом Анастасиадисом в клубе Cosmostage. В программе также приняли участие Амариллис и Лукас Йоркас.

## Дискография
- 1995: – "Πέγκυ Ζήνα"
- 1998: – "Ανέβαινες"
- 2000: – "Τι Θα Ακούσω Ακόμα"
- 2001: – "Ένα Χάδι"
- 2002: – "Βρες Ένα Τρόπο"
- 2003: – "Μαζί Σου"
- 2004: – "Ματώνω"
- 2005: – "Νόημα"
- 2006: – "Ένα"
- 2007: – "Τρέξε"
- 2009: – "Το Πάθος Είναι Αφορμή"
- 2010: – "Ευαίσθητη Ή Λογική"
- 2010: – "Σου Χρωστάω Ακόμα Ένα Κλάμα"
- 2015: – "Πάρα Πολλά"
- 2018: – "Έλα"

### Коллекционный сборник
- 2005: — "Τα Πρώτα Χρόνια"
- 2008: — "Best Of+"
- 2009: — "Ένα + Ένα - Οι Μεγαλύτερες Επιτυχίες"
- 2021: — "Η Πέγκυ Ζήνα Ερμηνεύει Μάριο Τόκα"

### Концертные альбомы
- 2013: — "Live + 4 Νέα Τραγούδια"
- 2021: — "Streaming Living Concert"

### Дуэты
- 2003 – «"Είμαστε Χώρια"» (при уч. Никосом Вертисом)
- 2003 – «"Χανόμαστε"» (совместно с Никосом Вертисом)
- 2004 – «"Τα Μονοπάτια"» (при уч. Костасом Карафотисом)
- 2010 – «"Δεν Γλυτώνω"» (совместно с Димитрисом Митропаносом)
- 2016 – «"Από Τη Σμύρνη Είμαι Εγώ"» (совместно с Арети Кетиме)
- 2012 – «"Τη Μοναξιά Δικάζω"» (при уч. Антонисом Вардисом)

### Синглы
- 2011: "Στον Δικό Μου Τον Πλανήτη"
- 2012: "Από Τη Σμύρνη Είμαι Εγώ"
- 2012: "Τη Μοναξιά Δικάζω"
- 2013: "Να Μην Ξεχάσεις Ποτέ"
- 2013: "Συγχώρεσέ Με"
- 2013: "Πάρε Δρόμο"
- 2014: "Μόνη Καρδιά"
- 2016: "Μου Λείπεις"
- 2017: "Μη Μ' Ακουμπάς"
- 2017: "Ο Χρόνος"
- 2017: "Απαγορεύω"
- 2018: "Άνθρωποι Μονάχοι"
- 2019: "Μέσα Μου Κάτι Έγινε"
- 2020: "Ειλικρινά"
- 2021: "Ανατροπή"
- 2021: "Αν Χαθείς Ξανά"
- 2021: "Ψυχή Της Αγάπης"